# Cmentarz wojenny w Krzczonowie
Cmentarz wojenny w Krzczonowie – cmentarz z okresu I wojny światowej znajdujący się w gminie Krzczonów, Powiat lubelski. Cmentarz znajduje się przy drodze powiatowej Krzczonów – Olszanka. Cmentarz otoczony był wałem ziemnym, który uległ zatarciu. Cmentarz jest zdewastowany i zarośnięty. Pochowano tu ok. 300 żołnierzy.
Pochowano tu około 300 żołnierzy poległych i zmarłych w 1914 r. oraz 1915 r.
- ok. 100 żołnierzy austro-węgierskich
- ok. 200 żołnierzy armii carskiej

W Krzczonowie znajduje się jeszcze jeden cmentarz z I wojny światowej lecz nie jest wpisany do ewidencji cmentarzy wojennych i nie jest znana jego lokalizacja, wiadomo jednak że pochowano tu ok. 74 żołnierzy z:
- ok. 40 żołnierzy austro-węgierskich z:
  - 55 pułku piechoty i 58 pułku piechoty
- ok. 34 żołnierzy armii carskiej z:
  - 8 i 15 pułku piechoty